# Бегар
Бега́р (фр. Bégard, брет. Bear) — коммуна во Франции, находится в регионе Бретань, департамент Кот-д’Армор, округ Генган, центр одноименного кантона.  
Население (2019) — 4 809 человек. 

## География
Коммуна расположена приблизительно в 420 км к западу от Парижа, в 135 км северо-западнее Ренна, в 45 км к западу от Сен-Бриё, в 12 км от национальной автомагистрали N12 .

## История
Мегалиты вокруг Бегара свидетельствуют о том, что этот район был заселен уже в период неолита. До начала XIX века на терриитории коммуны было три менгира, но два из них бесследно исчезли, и до наших дней сохранился только менгир Кергезеннек.
В 1130 году в Бегаре было основано цистерцианское аббатство, закрытое во время Великой Французской революции.

## Достопримечательности
- Аббатство Бегар[фр.] (XII век)
- Церковь Генезан[фр.] (XVI век). Исторический памятник с 1964 года[2]
- Часовня Ботлезан[фр.] (XV век). Исторический памятник с 1964 года[3]
- Церковь Сен-Меан-де-Ланневан (XVI век). Исторический памятник с 1964 года[4]
- Менгир Кергезеннек[фр.] (эпоха неолита). Исторический памятник с 1889 года[5]
- Придорожный крест (XVII век). Исторический памятник с 1925 года[6]

## Экономика
Структура занятости населения:
- сельское хозяйство — 5,5 %
- промышленность — 6,7 %
- строительство — 5,4 %
- торговля, транспорт и сфера услуг — 27,0 %
- государственные и муниципальные службы — 55,3 %

Уровень безработицы (2018) — 11,3 % (Франция в целом —  13,4 %, департамент Кот-д’Армор — 11,5 %). 

Среднегодовой доход на 1 человека, евро (2018) — 20 280 (Франция в целом — 21 730, департамент Кот-д’Армор — 21 230).
В 2007 году среди 2702 человек в трудоспособном возрасте (15—64 лет) 1773 были экономически активными, 929 — неактивными (показатель активности — 65,6 %, в 1999 году было 61,6 %). Из 1773 активных работали 1606 человек (851 мужчина и 755 женщин), безработных было 167 (80 мужчин и 87 женщин). Среди 929 неактивных 238 человек были учениками или студентами, 249 — пенсионерами, 442 были неактивными по другим причинам.

## Демография
Динамика численности населения, чел.

## Администрация
Пост мэра Бегара с 2018 года занимает Венсан Кле (Vincent Clec'h). На муниципальных выборах 2020 года возглавляемый им левый список победил во 2-м туре, получив 42,27 % голосов (из трех списков).
| Период | Период | Фамилия       | Партия                  | Примечания                                              |
| ------ | ------ | ------------- | ----------------------- | ------------------------------------------------------- |
| 1983   | 2008   | Ноэль Бернар  | Коммунистическая партия | ветеринар, член генерального совета кантона (1976—2001) |
| 2008   | 2018   | Жерар Ле Каер | Коммунистическая партия | учитель, член генерального совета кантона (2008—2015)   |
| 2018   |        | Венсан Кле    | Социалистическая партия | вице-президент агломерации Генган-Пемполь               |

## Города-побратимы
- Сент-Асаф (Уэльс, с 1991)[8]

## Галерея

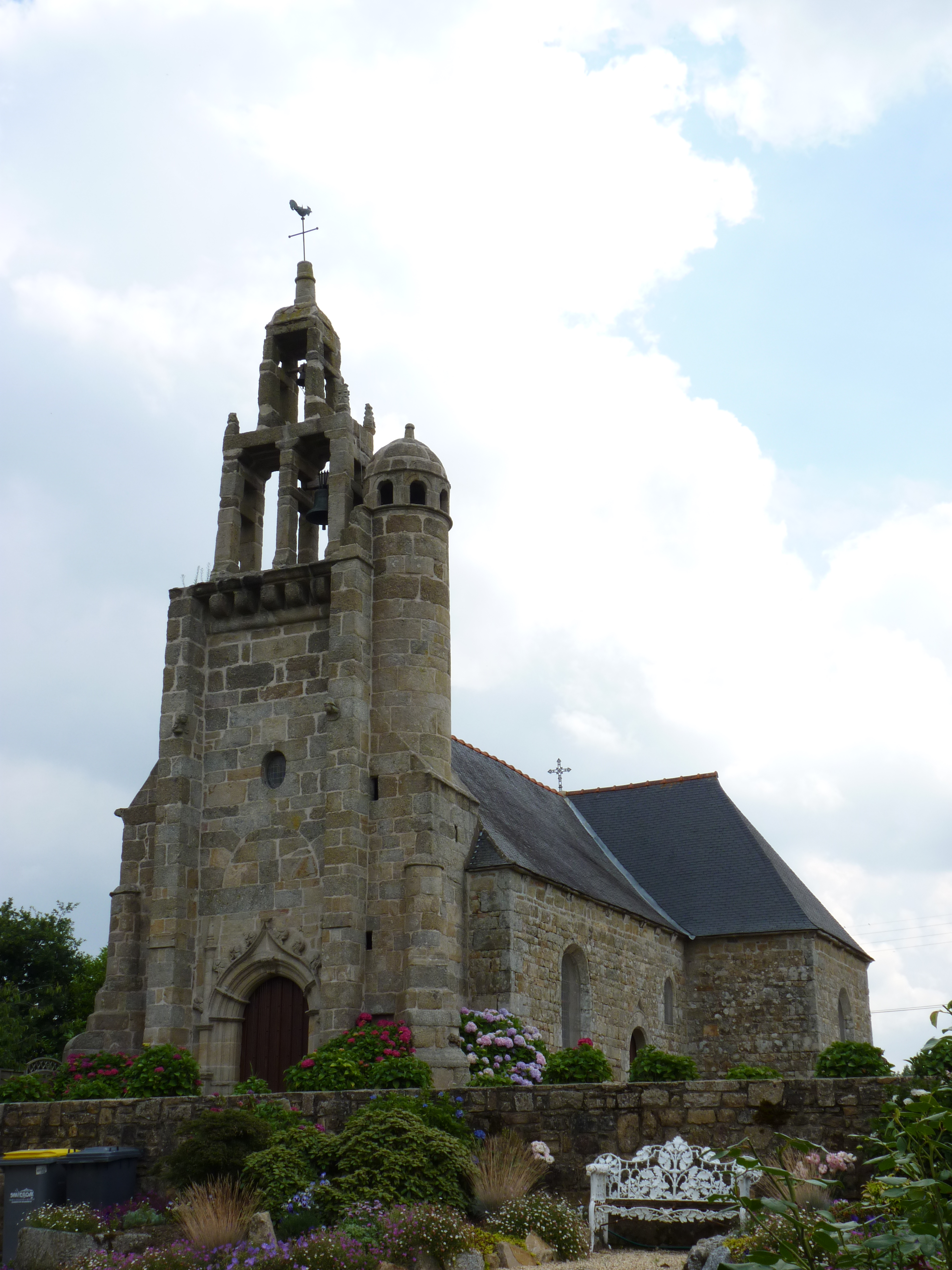
Церковь Сен-Меан
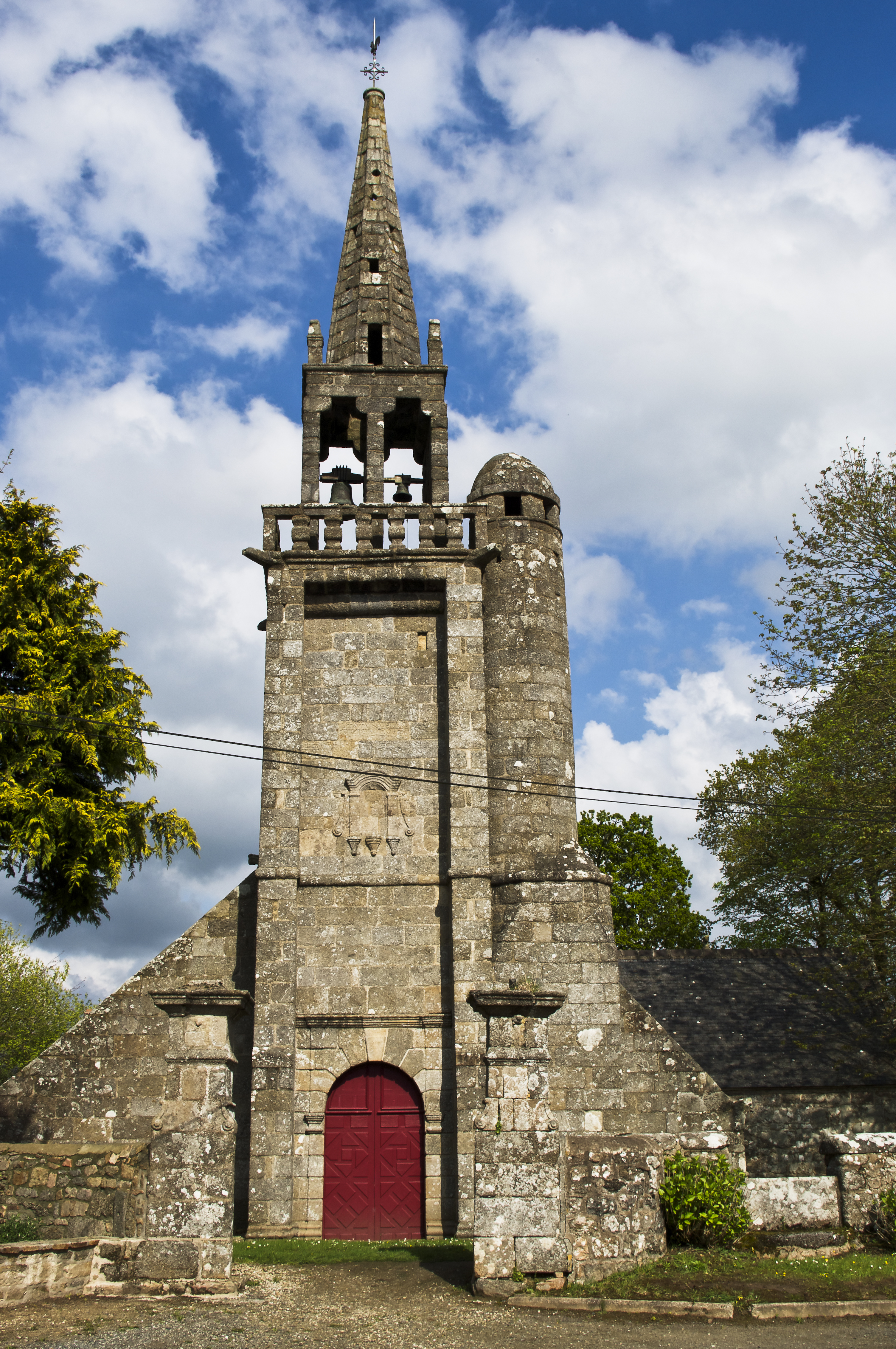
Часовня Ботлезан
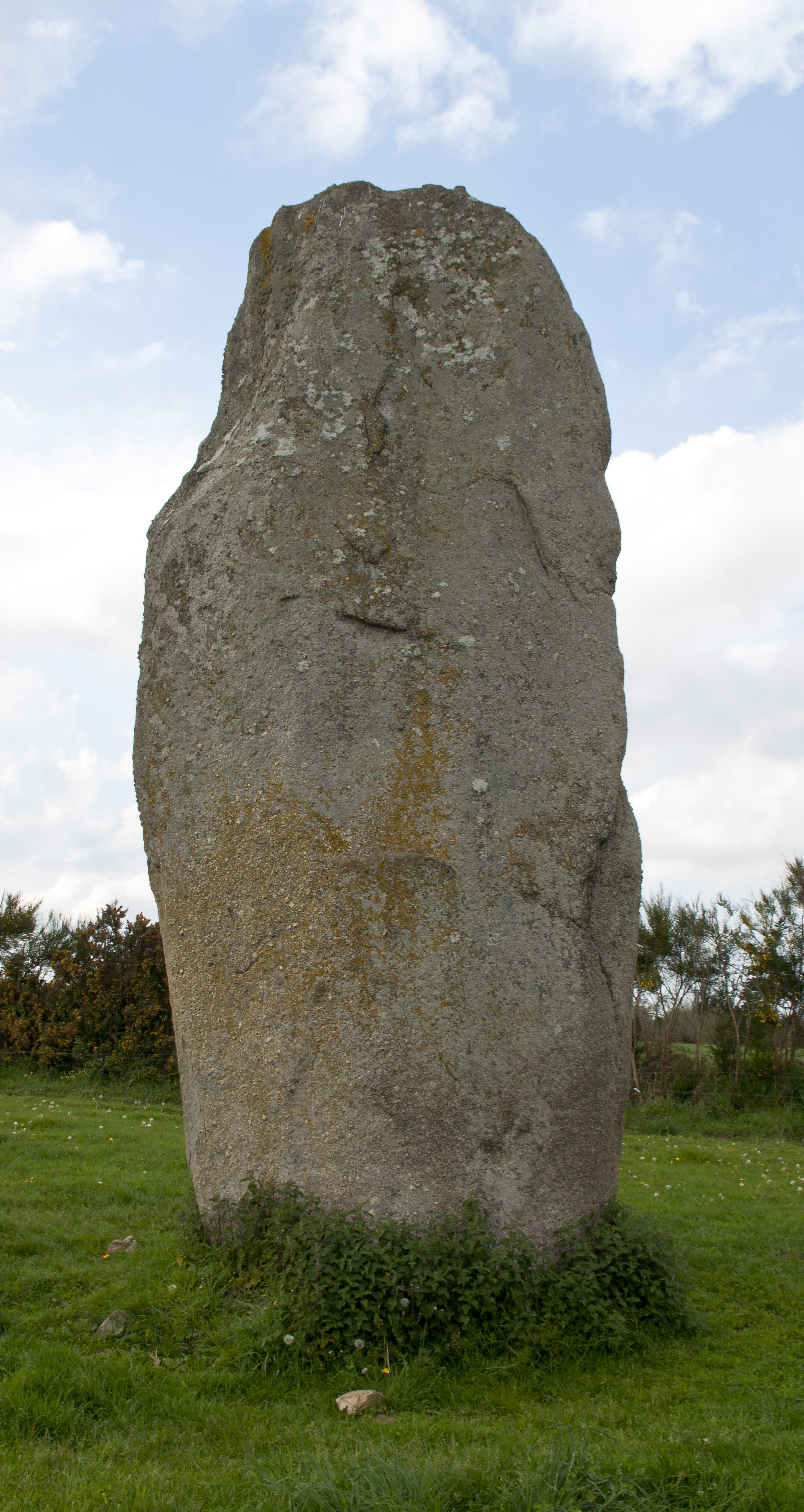
Менгир Кергезеннек
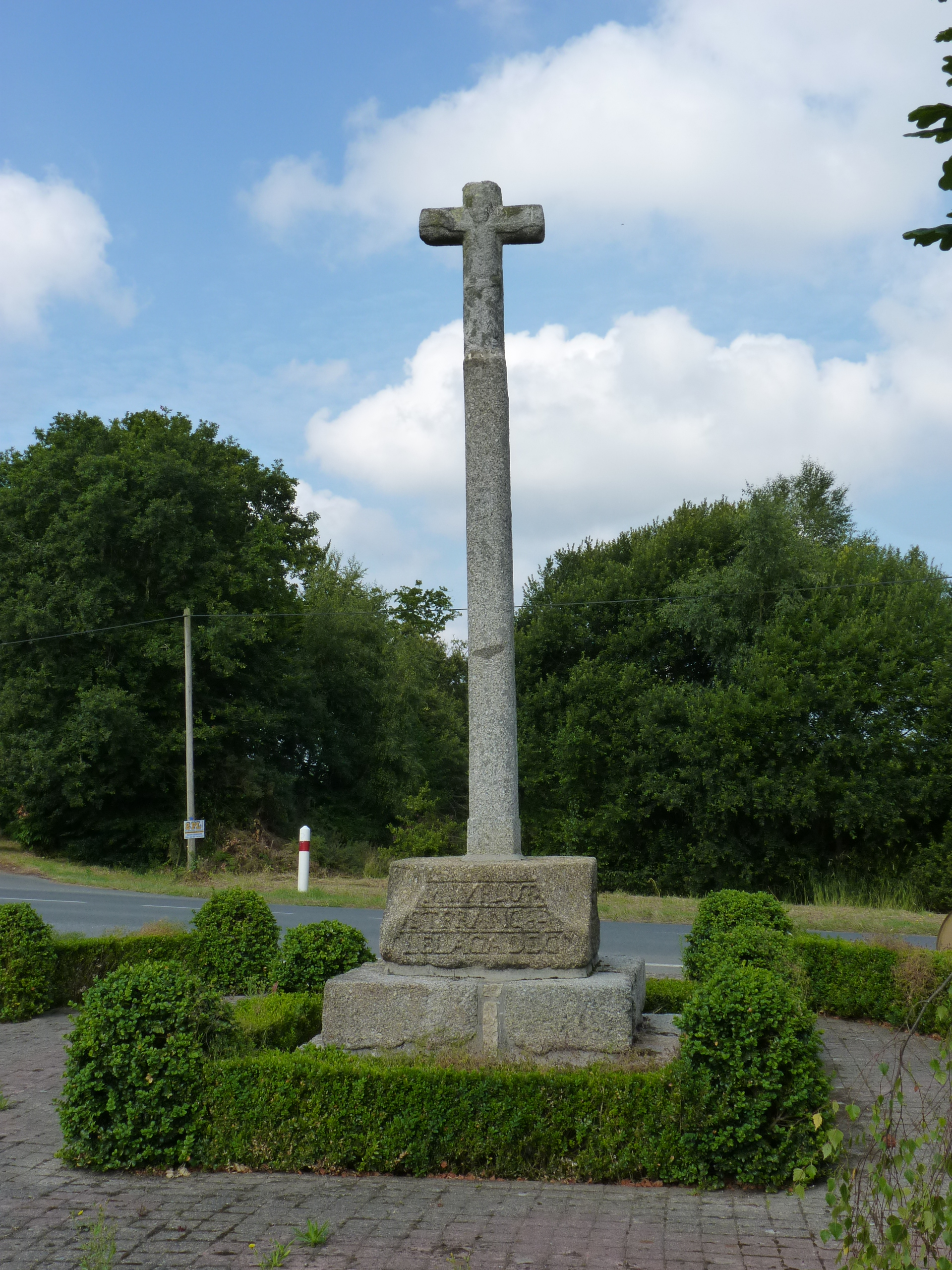
Придорожный крест